# Kwon Young-Woo
Kwon Young-Woo (en coreano: 권영우; 12 de abril de 1981) es un deportista surcoreano que compitió en judo. Ganó tres medallas en el Campeonato Asiático de Judo entre los años 2003 y 2007.

## Palmarés internacional
| Campeonato Asiático | Campeonato Asiático  | Campeonato Asiático | Campeonato Asiático |
| Año                 | Lugar                | Medalla             | Categoría           |
| ------------------- | -------------------- | ------------------- | ------------------- |
| 2003                | Jeju (Corea del Sur) | Medalla de plata    | –81 kg              |
| 2004                | Almatý ( Kazajistán) | Medalla de bronce   | –81 kg              |
| 2007                | Kuwait (Kuwait)      | Medalla de oro      | –81 kg              |